# Unione Democratica e Cristiana Slovacca - Partito Democratico
L'Unione Democratica e Cristiana Slovacca - Partito Democratico (in slovacco: Slovenská Demokratická a Kresťanská Únia - Demokratická Strana - SDKÚ-DS) è un partito politico slovacco di orientamento conservatore e cristiano democratico affermatosi nel 2006 dalla confluenza di due distinti soggetti politici:
- l'Unione Democratica e Cristiana Slovacca (SDKÚ), fondato nel 2000 da Mikuláš Dzurinda, in seguito alla sua fuoriuscita dal Movimento Cristiano-Democratico;
- il Partito Democratico (DS), affermatosi nel 1989 dalla trasformazione del Partito della Rinascita Slovacca.

## Storia

### L'Unione Cristiana e Democratica Slovacca
La SDKÚ fu fondata nel 2000 dall'allora Primo ministro Mikuláš Dzurinda, esponente del Movimento Cristiano-Democratico (KDH). In occasione delle elezioni parlamentari del 1998, il KDH aveva preso parte alla Coalizione Democratica Slovacca (Slovenská demokratická koalícia - SDK); Dzurinda, portavoce dell'alleanza, era divenuto capo del governo con il sostegno del Partito della Coalizione Ungherese (MKP).
Nel 2000 Dzurinda uscì dal KDH e fondò la SDKÚ; nella nuova formazione confluì l'Unione Democratica (Demokratická únia - DÚ), anch'essa appartenente a SDK. Alle elezioni parlamentari del 2002, SDKÚ ottenne il 15,1% dei voti e 28 seggi: Dzurinda fu confermato primo ministro con il sostegno, oltre che della SKDU, anche del KDH, MKP ed i liberali di ANO. Il governo si impegnò nel progetto europeo, tanto da ottenere, nel 2005, l'ingresso nell'UE e nel 2003 sottoscrisse l'ingresso nella Nato. Non mancarono, però, i problemi con gli alleati: nel 2005, infatti, i liberali uscirono dal governo, anche a causa di uno scandalo finanziario che coinvolse il loro leader. Nel 2006, inoltre, uscirono dal governo anche i rappresentanti del KDH.

### Il Partito Democratico
Dopo lo scioglimento della Coalizione Democratica Slovacca, alla quale aveva preso parte in occasione delle parlamentari del 1998, il Partito Democratico (DS) avviò un percorso di collaborazione con la SDKU. Fu così che alle elezioni del 2002 i democratici sostennero le liste della SKDU e, in cambio, entrarono a far parte del nuovo governo: Ludovít Kaník, presidente del DS, divenne infatti ministro delle politiche sociali. Peraltro, Kaník fu costretto a lasciare l'incarico di partito dopo uno scandalo che lo aveva coinvolto; un successivo congresso straordinario, tenutosi nel 2005, sancì la fusione definitiva tra il DS e la SDKU.

### SDKÚ-DS
Alle elezioni parlamentari del 2006 il SKDU-DS, nonostante i vari scandali che avevano coinvolto alcuni esponenti del governo incrementò i propri consensi giungendo al 18,4% dei voti ed eleggendo 31 seggi. Il partito, però,  passò all'opposizione. La coalizione moderata che aveva sostenuto i governi Dzurinda (SDKU-DS, MKP, KDH) ottenne, infatti, appena 65 seggi su 150. I liberali di ANO, del resto, coinvolti nello scandolo finanziario del proprio leader, scesero all'1,4% dei voti, perdendo il 6% dei suffragi, determinando così la sconfitta dell'intera coalizione. Il nuovo governo fu composto dai socialdemocratici moderati dello Smer, sostenuti dai nazionalisti di SNS e LS-HZDS, dando, così, vita ad un'anomala alleanza sinistra-destra.
Alle elezioni parlamentari del 2010 il partito ebbe una lieve flessione, ottenendo il 15,42% dei consensi e 28 seggi. Smer, nonostante l'ottimo risultato che gli ha fruttato 62 seggi, non riuscì a formare un governo, e il presidente della Repubblica incaricò Iveta Radičová, leader dell'Unione Cristiana e Democratica Slovacca - Partito Democratico di formare un nuovo governo, sulla base di una coalizione di quattro partiti, che comprende anche il partito liberale Libertà e Solidarietà (SaS), il Movimento Cristiano-Democratico (KDH) e il partito etnico ungherese Most-Híd.

## Risultati elettorali
| Elezione          | Voti             | %                | Seggi            | Posizione         |
| ----------------- | ---------------- | ---------------- | ---------------- | ----------------- |
| Parlamentari 2006 | 422.815          | 18,36            | 31 / 150         | Opposizione       |
| Parlamentari 2010 | 390.042          | 15,42            | 28 / 150         | Maggioranza       |
| Parlamentari 2012 | 155.744          | 6,10             | 11 / 150         | Opposizione       |
| Parlamentari 2016 | 6.938            | 0,27             | 0 / 150          | Extraparlamentare |
| Parlamentari 2020 | Non partecipante | Non partecipante | Non partecipante | Maggioranza       |
| Parlamentari 2023 | 771              | 0,03             | 0 / 150          | Extraparlamentare |

Europee:
| Elezione     | Voti             | %                | Seggi            |
| ------------ | ---------------- | ---------------- | ---------------- |
| Europee 2009 | 140.426          | 16,98            | 2 / 13           |
| Europee 2014 | 43.467           | 7,75             | 2 / 13           |
| Europee 2019 | Non partecipante | Non partecipante | Non partecipante |

| Controllo di autorità | VIAF (EN) 237075624 |